# Luxembourg (Belgium)
Luxembourg (hollandul és németül: Luxemburg, luxemburgiul: Lëtzebuerg, vallonul: Lussimbork) Belgium és Vallónia régió legdélebbre fekvő tartománya. Északról Liège tartomány, keleten a Luxemburgi Nagyhercegség, délen Franciaország, nyugaton Namur tartománnyal határos.
Székhelye Arlon városa, amely a tartomány délkeleti részén fekszik. A tartomány teljes területe 4443 km², és ezzel Belgium legnagyobb tartománya. Az összesen negyedmillió állandó lakos révén a legkisebb lakosságú és egyben a legalacsonyabb népsűrűségú belga tartomány. A tartomány nagy része a hegyes-völgyes Ardennek régióban található, kisebb része délen a Gaume régióban.
A tartomány összesen öt közigazgatási körzetre (arrondissements) osztották fel, amelyekben összesen 44 helyi önkormányzat található. 
A tartományt 1839-ben választották le a szomszédos Luxemburgi Nagyhercegségről, a belga szabadságharcot lezáró londoni szerződés eredményeként. Luxemburg másik része ekkor az Egyesült Holland Királysághoz tartozott. A tartomány lakosainak nagy része a francia nyelvet beszéli, de a luxemburgi határhoz közel még használják a luxemburgi nyelvet is.

## A tartomány kormányzóinak listája
- Jean-Baptiste Thorn (1830 – 1836)
- Victorin de Steenhault (1836 – 1841)
- Joseph de Riquet de Caraman et de Chimay (1841 – 1842)
- Charles Vandamme (1862 – 1884)
- Paul de Gerlache (1884 – 1891)
- Édouard Orban de Xivry (1891 – 1901)
- Emmanuel de Briey (1902 – 1932)
- Fernand Van den Corput (1932 – 1940)
- René Greindl (1940 – 1944)
- Fernand Van den Corput (1944 – 1945)
- Pierre Clerdent (1946 – 1953)
- Maurice Brasseur (1965 – 1976)
- Jacques Planchard (1976 – 1996)
- Bernard Caprasse (1996 – napjainkig)

## A tartomány közigazgatási felosztása
A tartományban 5 járás található: Arlon, Bastogne, Marche-en-Famenne, Neufchâteau és Virton.

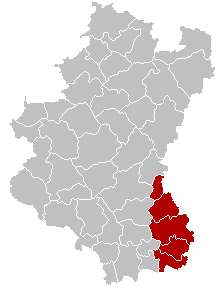
Arlon
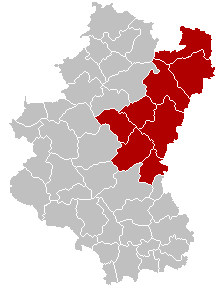
Bastogne
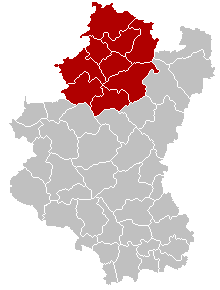
Marche-en-Famenne

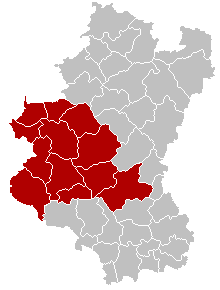
Neufchâteau
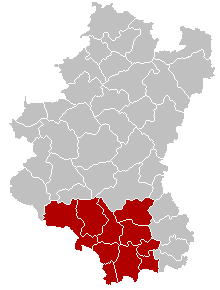
Virton

## Helyi és települési önkormányzatok
A belga közigazgatásnak megfelelően egyes helyi önkormányzatok egy várost képviselnek, míg több kisebb település esetén szokásos összevont önkormányzatot (ún. deelgemeente) üzemeltetni. A városi rangot viselő önkormányzatok neve mellett zárójelben a (város) megnevezés látható.
| Arlon járás: - Arlon - Attert - Aubange - Martelange - Messancy | Bastogne járás: - Bastogne - Bertogne - Fauvillers - Gouvy - Houffalize - Sainte-Ode - Vaux-sur-Sûre - Vielsalm | Marche-en-Famenne járás: - Durbuy - Erezée - Hotton - La Roche-en-Ardenne - Manhay - Marche-en-Famenne - Nassogne - Rendeux - Tenneville |

| Neufchâteau járás: - Bertrix - Bouillon - Daverdisse - Herbeumont - Léglise - Libin - Libramont-Chevigny - Neufchâteau - Paliseul - Saint-Hubert - Tellin - Wellin | Virton járás: - Chiny - Étalle - Florenville - Habay - Meix-devant-Virton - Musson - Rouvroy - Saint-Léger - Tintigny - Virton |

## Kapcsolódó szócikk
- Luxembourg története